# HMS Donegal (1798)
HMS Donegal, anteriormente chamada de Barra, Pégase e Hoche foi um navio de linha pertencente à Marinha Nacional da França e quando capturado, à Marinha Real Britânica.